# Interrobang
Das Interrobang (‽) (englisch [ɪnˈtɛɻəbæŋ]), auch Fragerufzeichen, ist ein seltenes, im Deutschen nicht benutztes Nichtstandardsatzzeichen. Es vereinigt die Funktionen eines Fragezeichens und eines Ausrufezeichens. Typografisch werden die beiden Zeichen übereinandergelegt.

## Anwendung
Ein Interrobang am Ende einer Frage soll zeigen, dass sie mit Nachdruck gestellt wird (Emphase):
- Wie viel hast du für diese Schuhe bezahlt‽
- Du gehst mit Marie‽
- Du bist in einem U-Boot nach Paris gereist‽
- Was habe ich da gerade gegessen‽

## Geschichte
Vor allem in informellen Texten (insbesondere Werbung und Comics) wurden schon Jahrzehnte vor der Erfindung des Interrobang zwei oder mehr Satzzeichen hintereinander am Ende eines Satzes verwendet, der Überraschung und Frage zugleich ausdrückt:
Was hast du gesagt?!
Das Fragezeichen steht dabei meistens an erster Stelle, um den Fragecharakter des Satzes zu betonen, allerdings gibt es hierfür keine allgemeingültige Regel. Manchmal werden sogar mehrere Frage- und Ausrufezeichen hintereinander verwendet.
Martin K. Speckter, Chef einer US-amerikanischen Werbeagentur, erfand das Interrobang 1962. Er glaubte, dass Anzeigen besser aussähen, wenn die Werbetexter eine überrascht gestellte Frage mit einem einzelnen Zeichen vermitteln könnten. Er schlug sein Konzept in einem Artikel der Fachzeitschrift TYPEtalks vor und forderte die Leser auf, einen Namen für das neue Zeichen vorzuschlagen. Speckter entschied sich schließlich für Interrobang. Dieser Name weist auf die beiden kombinierten Satzzeichen hin: interrogatio ist das lateinische Wort für Frage, bang ein unter englischen Druckern informell benutztes Wort für das Ausrufezeichen. Die Leser des Artikels lieferten auch Vorschläge für die Gestaltung des neuen Zeichens.
Im Jahre 1966 veröffentlichte Richard Isbell von den American Type Founders die Schriftart Americana, in die er das Interrobang einfügte. Ab 1968 verfügten einige Remington-Schreibmaschinen über eine entsprechende Taste. Das Interrobang war vor allem in den 70er Jahren in Mode. Das Wort wurde in Wörterbücher aufgenommen und das Zeichen in Zeitschriften und Zeitungsartikeln benutzt.
Das Interrobang kam jedoch nie über eine Modeerscheinung hinaus. Obwohl die meisten Schriftarten das Interrobang nicht anbieten, ist es nicht verschwunden.

## Darstellung im Computer
Das Interrobang wurde auf Codeposition U+203D in Unicode aufgenommen und ist unter anderem in den Schriften Lucida Sans Unicode, Arial Unicode MS oder Linux Libertine verfügbar. In HTML kann es mit dem Code &#8253; oder &#x203D; eingefügt werden.
Mit LaTeX kann das Interrobang aus den tc-Schriften mit dem Paket textcomp verwendet werden; der zugehörige Befehl ist \textinterrobang. Auch das Gnaborretni, ein auf den Kopf gestelltes Interrobang, ist unter dem Befehl \textinterrobangdown verfügbar.
Bei der Neo-Tastaturbelegung kann es durch Compose, 1 (auch vom Ziffernblock), gefolgt von ? und ! in beliebiger Reihenfolge, erzeugt werden. Für das Gnaborretni werden die letzten beiden Tasten durch ¿ und ¡ ersetzt.
Unter Microsoft Windows kann man das Interrobang durch den Alt-Code Alt+8253 darstellen, sofern das Zeichen im Zeichensatz enthalten ist. Auf Linux-Systemen mit neueren Versionen von X11 lässt sich das Zeichen durch Compose+!? eingeben. In GTK+- oder Qt-basierten Anwendungen kann es außerdem über Strg+Umschalttaste+U, 203d und anschließendes Drücken von Leer- oder Eingabetaste erzeugt werden.
| Grafik | Standard | Palatino Linotype | Calibri | Arial Unicode MS | Code2000 | Helvetica | Unicode |
| ------ | -------- | ----------------- | ------- | ---------------- | -------- | --------- | ------- |
|        | ‽        | ‽                 | ‽       | ‽                | ‽        | ‽         | ‽       |

## Verschiedenes
- Bei der Kommunikation über das Internet wird die Folge ?! in ähnlichem Sinn benutzt. Da hier zur Vermittlung des Inhalts meist nur der Text dient, zeigt die Zeichenkombination an, dass der Inhalt einer vorangegangenen Aussage zwar logisch verstanden aber dennoch rhetorisch infrage gestellt wird.
- Das Interrobang stellt in Michael Gerbers Harry-Potter-Parodien Barry Trotters Narbe dar.
- Ein umgekehrtes Interrobang (⸘, U+2E18) wird als Gnaborretni (Ananym von „Interrobang“) bezeichnet und am Anfang spanischer, asturischer und galicischer Sätze verwendet. Die Aufnahme in Unicode wurde am 1. April 2005 vorgeschlagen und inzwischen akzeptiert.[3]
- Ein italienischer Film mit dem Titel Interrabang wurde 1969 gedreht.[4]
- Die US-amerikanische Organisation Partnership for a Drug-Free America verwendete ein Interrobang im Logo.[5]
- Interrobang?! ist eine Band um Ex-Chumbawamba Dunstan Bruce.